# Zwinnevaart
De Zwinnevaart of Eienbroekvaart is een waterloop die een overblijfsel is van het Zwin dat wel het Oud Zwin werd genoemd.
De Zwinnevaart loopt tegenwoordig van de Isabellavaart bij buurtschap Legerbrug via Schapenbrug langs Oostkerke naar de buurtschap Pereboom ten noorden van Damme. 
Vanaf 1621 werd de Zwinnevaart uitgediept en gekanaliseerd om een militair doel te dienen, want het werd een onderdeel van de Linie van Fontaine. 
Sedert de aanleg van het Schipdonkkanaal (1846-1860) en het Leopoldkanaal (1843-1854) werd het meest westelijke deel afgesneden en mondde de Zwinnevaart in het Leopoldkanaal uit. Sindsdien doet het vaartje dienst als afwateringskanaal.